# Acronicta italica
Acronicta italica är en fjärilsart som beskrevs av Emilio Berio 1961. Acronicta italica ingår i släktet Acronicta och familjen nattflyn. Inga underarter finns listade i Catalogue of Life.